# Delton
Die Delton-Gruppe besteht aus drei rechtlich eigenständigen Konzernen, die die Investmentaktivitäten von Stefan Quandt zusammenfassen.
Die drei Konzerne werden jeweils zu 100 % von Stefan Quandt persönlich gehalten:
- Delton Health AG
- Delton Logistics S.à r.l.
- Delton Technology SE

## Delton Health
Delton Health (bis 2019: Delton AG) ist die ursprüngliche Investmentgesellschaft von Stefan Quandt und wurde 1989 gegründet. Mit Ende des Geschäftsjahres 2018 wurde die damalige Delton AG aufgespalten. Hierbei verblieb in der Delton Health nur noch die Beteiligung an der Heel-Gruppe. Die Logistikbeteiligungen wurden in die Delton Logistics eingebracht.

### Ehemalige Unternehmensbeteiligungen
- Mode (Van Laack), bis September 2002
- Stromversorgung (CEAG), bis 9. Juni 2008
- Haushaltsprodukte (CeDo), bis 16. September 2009

## Delton Logistics
Ende 2018 wurde von der Delton AG die Delton Logistics Sàrl abgespalten. In die neue Delton Logistics wurden die Anteile an der Logwin AG eingebracht. An der Logwin werden rund 87 % der Aktien gehalten.

## Delton Technology
In der Delton  Technology sollen verschiedene Unternehmen im Industriesektor gebündelt werden.